# Bothynus cyclops
Bothynus cyclops är en skalbaggsart som beskrevs av Hermann Burmeister 1847. Bothynus cyclops ingår i släktet Bothynus och familjen Dynastidae. Inga underarter finns listade.